# Cyphosticha albomarginata
Cyphosticha albomarginata là một loài bướm đêm thuộc họ Gracillariidae. Nó được tìm thấy ở Bắc Úc và Queensland.